# Derek Temple
Derek William Temple (født 13. november 1938 i Liverpool, England) er en engelsk tidligere fodboldspiller (angriber).
På klubplan spillede Temple de første ti sæsoner af sin karriere hos Everton F.C. i sin fødeby. Her var han i 1966 med til at vinde FA Cuppen, og scorede det ene mål i Evertons 3-2-sejr i finalen over Sheffield Wednesday. Senere i karrieren repræsenterede han Preston North End og Wigan.
Temple spillede desuden én kamp for det engelske landshold, en venskabskamp mod Vesttyskland 12. maj 1965.

## Titler
FA Cup
- 1966 med Everton